# Blondelia tibialis
Blondelia tibialis är en tvåvingeart som beskrevs av Louis-Paul Mesnil 1962. Blondelia tibialis ingår i släktet Blondelia och familjen parasitflugor. Inga underarter finns listade i Catalogue of Life.